# Anthrax chalciurus
Anthrax chalciurus är en tvåvingeart som beskrevs av Hesse 1956. Anthrax chalciurus ingår i släktet Anthrax och familjen svävflugor. Inga underarter finns listade i Catalogue of Life.